# Annedore Smith

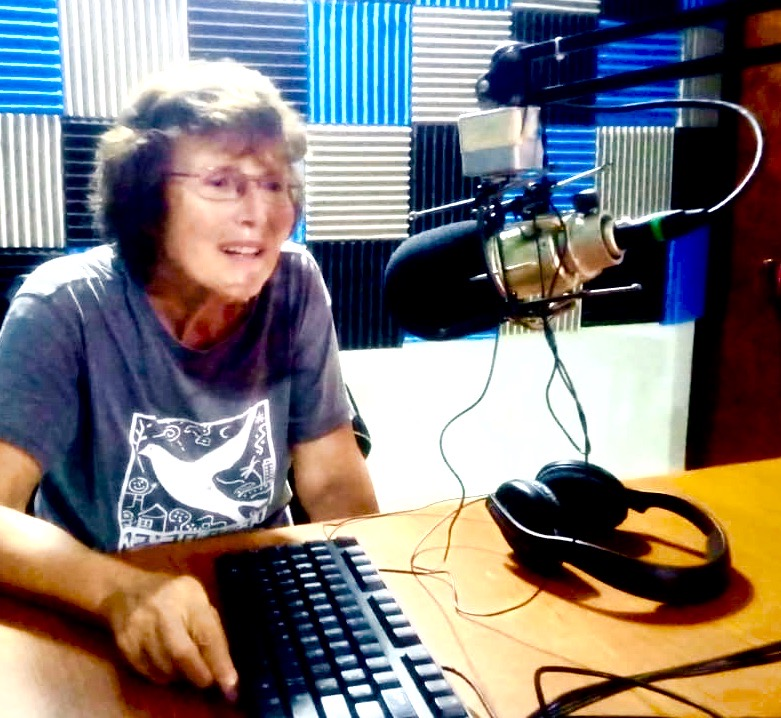
Annedore Smith (2021)

Annedore Smith (* 5. August 1951 in Apolda/Thüringen) ist eine deutsche Journalistin. Von 1980 bis 1992 war sie Redakteurin und Moderatorin beim Londoner Rundfunk, dem German Language Service der BBC in London, danach bis 2010 Redakteurin bei der Nachrichtenagentur AP in Frankfurt am Main. Seit 2010 ist sie eine internationale Medienberaterin und -trainerin in der Entwicklungszusammenarbeit.

## Leben
Nach dem Abitur studierte Annedore Smith Anglistik, Germanistik und Politische Wissenschaft an der Goethe-Universität in Frankfurt am Main und an der University of Kent at Canterbury, England. Sie schloss das Studium 1977 mit dem akademischen Grad eines Magister Artium (M.A.) ab. Danach arbeitete sie als Technische Übersetzerin in Canterbury und Birmingham, als Englischlehrerin an der Frankfurter Volkshochschule und als Assistentin in der Internationalen Abteilung der Deutschen Postgewerkschaft (heute: Verdi).
1980 wechselte Smith zum German Language Service der BBC in London, wo sie als Übersetzerin, Radio-Moderatorin der täglichen Zeitfunk-Sendung heute aktuell, Reporterin, Autorin und Producerin tätig war. Zwischen 1980 und 1992 zählte sie zu den prägenden Stimmen des Programms. Zu den Schwerpunkten ihrer Arbeit zählte neben einem breiten Spektrum internationaler Themen auch die Wende in Osteuropa und in der DDR. Höhepunkte waren hier Einsätze für die BBC in Berlin bei der Volkskammerwahl 1990 sowie bei den Feierlichkeiten zur deutschen Einheit im Oktober 1990.
Bei der Nachrichtenagentur AP befasste sich Smith schwerpunktmäßig mit außenpolitischen Themen, vor allem mit Bezug auf das Vereinigte Königreich und das Commonwealth, den Nahen und Mittleren Osten sowie die internationale Entwicklungspolitik. Bereits bei der BBC hatte sie 1990 Nelson Mandela kurz nach seiner Entlassung aus dem Gefängnis interviewt und blieb diesem Themenschwerpunkt Südafrika verbunden. Auch die Folgen der NS-Zeit nahmen in ihrer Berichterstattung breiten Raum ein. Nebenberuflich unterrichtete sie Journalisten aus Afrika und Asien am Internationalen Institut für Journalismus (IIJ) in Berlin im Bereich investigative Recherche und Korruptionsberichterstattung. Nach der Auflösung des IIJ Ende 2012 war sie auch in der internationalen Journalistenfortbildung bei der Akademie der Deutschen Welle tätig.
Für den Deutschen Entwicklungsdienst (DED), der später in der Gesellschaft für Internationale Zusammenarbeit (GIZ) aufging, betreute Smith von 2010 bis 2015 Medienprojekte von Nichtregierungsorganisationen in Simbabwe. Anschließende Kurzzeitaufträge der GIZ und des Senior Experten Service (SES) führten sie danach nach Simbabwe, Sambia, Kenia, Uganda, Nigeria und auf die Philippinen.
In Deutschland unterstützt Smith Organisationen der Friedensbewegung bei der Öffentlichkeitsarbeit, insbesondere die KURVE Wustrow Bildungs- und Begegnungsstätte für gewaltfreie Aktion e.V. in Wustrow/Wendland. Sie ist ferner Mitglied im Forum Ziviler Friedensdienst (forumZFD), im Bund für Soziale Verteidigung (BSV) und in der Lagergemeinschaft Auschwitz – Freundeskreis der Auschwitzer e.V. (LGA).

## Publikationen (Auswahl)
- Mazedonien – Das Spiel heißt Versöhnung. Gewaltfrei für den Frieden. Menschen und Projekte – Eine Reise um den Globus.  Hg. Konsortium Ziviler Friedensdienst. S. 103–112, Frankfurt 2009, ISBN 978-3-86099-615-7.
- Peace is Possible. Eight Stories of Change from Zimbabwe. Edited by Annedore Smith, Harare 2012.
- Unterrichten für den Frieden. Ethnische Versöhnung als Lernziel junger Menschen in Mazedonien. In: Kurve Dokumentationen. Nr. 8 (2016). Hg. KURVE Wustrow. Bildungs- und Begegnungsstätte für gewaltfreie Aktion e.V. Wustrow/Wendland.
- Gewalt-Freiheit wirkt. 12 Menschen-Geschichten. KURVE Wustrow. Bildungs- und Begegnungsstätte für gewaltfreie Aktion e.V. Wustrow/Wendland o. J.
- Multi-Cultural Education for Peace. Promoting the Reconciliation Process in North Macedonia and the Western Balkans. Published by KURVE Wustrow Centre for Training and Networking in Nonviolent Action/Center for Balkan Cooperation LOJA. 2nd Edition. Wustrow/Wendland 2023. ISSN 1865-5572.